# Павел Матеев (писател)
Вижте пояснителната страница за други личности с името Павел Матеев.
Павел Божидаров Матеев е български поет и писател.

## Биография и творчество
Павел Божидаров Матеев е роден на 26 ноември 1976 г. в Търговище. Живял е в Созопол, Черноморец, София и Шумен. Завършва българска филология в ШУ „Епископ Константин Преславски“ през 2000 г.
От 2011 г. живее със семейството си в Лондон.
Пише любовна лирика, разкази, приказки. През ноември 2016 г. е издадена първата му стихосбирка „Облачна душа“ от издателство Фабер, гр. Велико Търново.
През август 2017 г. е издадена втората стихосбирка „Отново те сънувах“ отново от издателство Фабер.
Носител на първа награда от Петия национален конкурс за хайку и танка „Хармония между небето и земята“, организиран от Български хайку съюз през декември 2017.
През юли 2019 г. издателство Лексикон издава първата му книга с приказки за деца – „Приказки за крале, принцеси и ягодки“.